# 長谷川知仙
長谷川 知仙（はせがわ ちせん、1682年（天和2年） - 1728年（享保13年））は、江戸時代の囲碁棋士で、家元安井家の四世安井仙角の跡目安井知仙。七段。跡目となって御城碁1局を務めて没した。

## 経歴
豊前国小倉の生まれ。井上道節因碩門人となって五段に進んだ後、本因坊道知の門下となって六段まで進み、小倉藩領主の小笠原右近将監に召し抱えられる。上野宮祟宝院宮の碁の相手を務めて寵愛され、宮は知仙を上手（七段）に進めることを道知ら家元衆に思し召した。当時は外家に上手を認めることはなかったが、これにより1723年（享保8年）外家としては吉和道玄以来の上手が認められた。また安井仙角には跡目候補が無かったため、1727年に上野宮に乞い知仙を跡目に定めて安井知仙とした。同年の御城碁に出仕したが、翌年病死。
互先から五子局までの置碁の布石に関する二巻本を著し上野宮に奉じたが、後の1753年（宝暦3年）に『碁立絹篩宝暦本』として売本とされ、一時期道知との共作と誤認された。

## 御城碁成績
- 1727年（享保12年）先番3目勝 井上策雲因碩